# Gustaf Callmén
Carl Gustaf Callmén, född 3 januari 1842 i Adolf Fredriks församling, Stockholm, död 3 december 1915 på samma ort i Hedvig Eleonora församling, var en svensk skådespelare.

## Biografi
Callmén var son till Gustaf Callmén, porslinsmålare vid Rörstrand. Sedan han någon tid varit elev vid Svenska Trädgårdsföreningen kom han vid 17 års ålder till Anders Selinders elevteater i Davidsons paviljonger, där han från juldagen 1858 till sommaren 1864 gjorde sina första sceniska lärospån. Hösten 1864 blev han antagen till elev vid Kungl. Teaterns elevskola och blev efter två år anställd som skådespelare. 1869 övergick han till Södra Teatern och stannade där i tre år. Från hösten 1872 gick han tillbaka till de kungliga teatrarna. 1 februari 1874 blev han andre regissör och attributförvaltare vid Kungl. Dramatiska Teatern efter Isidor Högfeldt. Under denna tid iscensatte han även några större pjäser, bland andra Henrik Ibsens Samhällets pelare, François Ponsards Hedern och penningen samt Edmond Gondinets 4-aktskomedi Christiane. Bland hans roller kan nämnas Leonato och Antipholus från Syrakusa i William Shakespeares Mycket väsen för ingenting respektive Förvexlingarne samt Erik Göransson Tegel i Frans Hedbergs Vasaarfvet. 
Sedan han 1886 lämnat scenen ägnade han sig under en del år åt affärsverksamhet, varjämte han även verkade som regissör i enskilda kretsar och sällskap. 
Han gifte sig den 8 februari 1868 med dansösen, sedermera danslärarinnan Maria Andersson (1844-1916).

## Filmografi
- 1914 – Stormfågeln
- 1914 – Det röda tornet
- 1914 – Gatans barn
- 1915 – Sonad skuld
- 1915 – Lekkamraterna
- 1915 – Hämnaren

## Teater

### Roller (ej komplett)
| År   | Roll                | Produktion                                    | Teater                      |
| ---- | ------------------- | --------------------------------------------- | --------------------------- |
| 1867 | Riksdagsman I       | Mellan elfva och tolf! Frans Hedberg          | Kungliga Dramatiska Teatern |
| 1867 | En Theater-sufflör  | Med konstens vapen Ludvig Josephson           | Kungliga Dramatiska Teatern |
| 1867 | Wilson              | Börd och Förtjenst Ernest Legouvé             | Kungliga Dramatiska Teatern |
| 1868 | Johan Ribbing       | Lejonet vaknar Frans Hedberg                  | Kungliga Dramatiska Teatern |
| 1869 | Kammarjunkaren      | Döden fadder August Blanche                   | Kungliga Dramatiska Teatern |
| 1872 | Sir William Catesby | Konung Richard den Tredje William Shakespeare | Kungliga Dramatiska Teatern |
| 1873 | Länsmannen          | Vid riksgränsen Frans Hedberg                 | Kungliga Dramatiska Teatern |